# Front national de Namibie
Le Front National de Namibie (Namibia National Front) était une alliance de partis modérés de centre-gauche, formées en 1977 à la suite des négociations constitutionnelles de la conférence de la Turnhalle. 

## Histoire
L'alliance est formée en 1977.
L'alliance fait aussi partie d'une coalition plus grande appelée SWAPO.